# 格盧博科耶湖 (沙圖拉區)
55°30′56″N 39°50′9″E / 55.51556°N 39.83583°E
格盧博科耶湖（俄语：Глубокое），是俄羅斯的湖泊，位於該國西部，由莫斯科州負責管轄，處於沙圖拉區，長0.95公里、寬0.66公里，面積0.5平方公里，最大水深9米。